# Asu (Sprache)
Asu (auch Abewa) ist eine fast ausgestorbene Sprache, die in den Dörfern südlich von Kontagora im Bundesstaat Niger im Westen Nigerias gesprochen wird.
Sie ist eine nupoide Sprache und bildet gemeinsam mit dem namensgebenden Nupe deren Untergruppe Nupe-Gbagyi.
Die Asu-Sprecher bedienen sich zunehmend der Amtssprache Englisch, die auch als Verkehrssprache zur Kommunikation mit anderen Volksgruppen dient.